# María Asunción Aramburuzabala

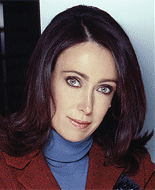
María Asunción Aramburuzabala

María Asunción Aramburuzabala-Larregui de Garza (Mexico-Stad, 2 mei 1963) is een Mexicaans zakenvrouw. Aramburuzabala is de rijkste vrouw van Mexico.
Aramburuzabala stamt uit een Baskische familie. Ze studeerde boekhouden aan het Autonoom Technologisch Instituut van Mexico (ITAM). Ze maakte haar eerste fortuin door handig te investeren in Grupo Modelo, Mexico's grootste bierbrouwer, en is inmiddels grootaandeelhouder van dat bedrijf. Ook bezit zij 25% van het mediaconcern Televisa. In 2005 huwde zij Tony Garza, de ambassadeur van de Verenigde Staten in Mexico. Bij het huwelijk was onder andere Laura Bush aanwezig.
Volgens de lijst van Forbes is Aramburuzabala in 2021 de 476e rijkste persoon ter wereld met een fortuin van 5,8 miljard dollar.